# Glasbrukstäppan

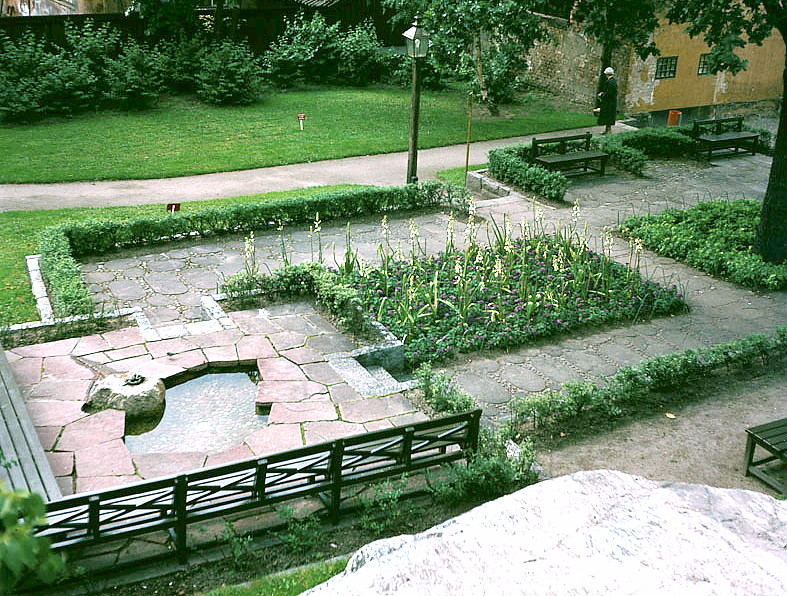
Glasbrukstäppan 1962 med den ursprungliga Midgårdsormen (längst till vänster på stenen vid dammen).

Glasbrukstäppan (tidigare namn Glasbruksklippan) är en liten park på Södermalm i Stockholm. Parken ligger i östra änden av Sandbacksgatan och anlades 1948–1950 efter ritningar av landskapsarkitekten Erik Glemme.

## Historik

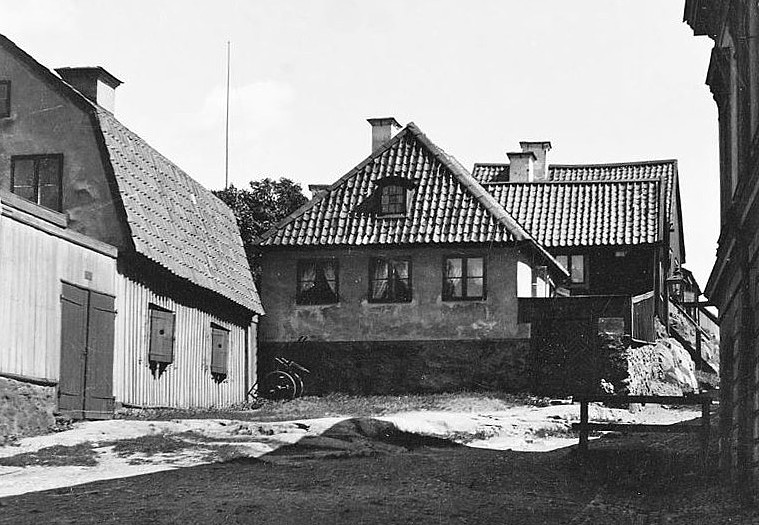
Området kring sekelskiftet 1900. Husen i fonden finns fortfarande kvar.

Glasbrukstäppan har liksom den närbelägna Glasgränden och Glasbruksgatan samt kvarteret Glasbrukstäppan sitt namn efter ett glasbruk som etablerades 1653 i trakten. Brukets ägare var Melker Jung som tio år tidigare inrättade sitt glasbruk på Kungsholmen och flyttade det hit efter en brand. Glasbrukstäppan hette tidigare Glasbruksklippan. På klippan stod på 1600-talets mitt en väderkvarn, kallad Swart Hindriks kvarn. Den brann troligen ner i samband med Katarinabranden 1723. Kvarnen gav upphov till gatunamnet Katarina Östra Qvarngränd som 1885 ersattes av Stigbergsgatan och 1939 av nuvarande Sandbacksgatan.

## Parken
Täppan gestaltades i slutet av 1940-talet av landskapsarkitekten Erik Glemme, som var anställd vid Stockholms stads parkförvaltning och medarbetare till Osvald Almqvist och senare till Holger Blom. Planteringen består av en barockinspirerad broderiparterr med kortklippta buxbomshäckar som inramas av låga murar av tuktad granit. I parken finns flera fontändammar samt en paviljong som ritades av skulptören Ivan Jacobsson. 
Vid en av dammarna märks Mats Lodéns bronsskulptur Midgårdsormen II som ligger på en sten och solar sig. Skulpturen ersatte 1994 den stulna Midgårdsormen som skapades 1947 av Mats Lodéns farfar, Karl ”Kalle” Lodén. Intill står sedan 1952 Hantverksstenen med avbildningar av olika hantverksyrken och deras verktyg. Den är huggen i granit av Edvin Öhrström och påminner om före detta Hantverksinstitutet vars stora byggnadskomplex reser sig norr om parken. Parkens övre avdelning, den ursprungliga klippan, smyckas av en forntida stenlabyrint.

## Bilder

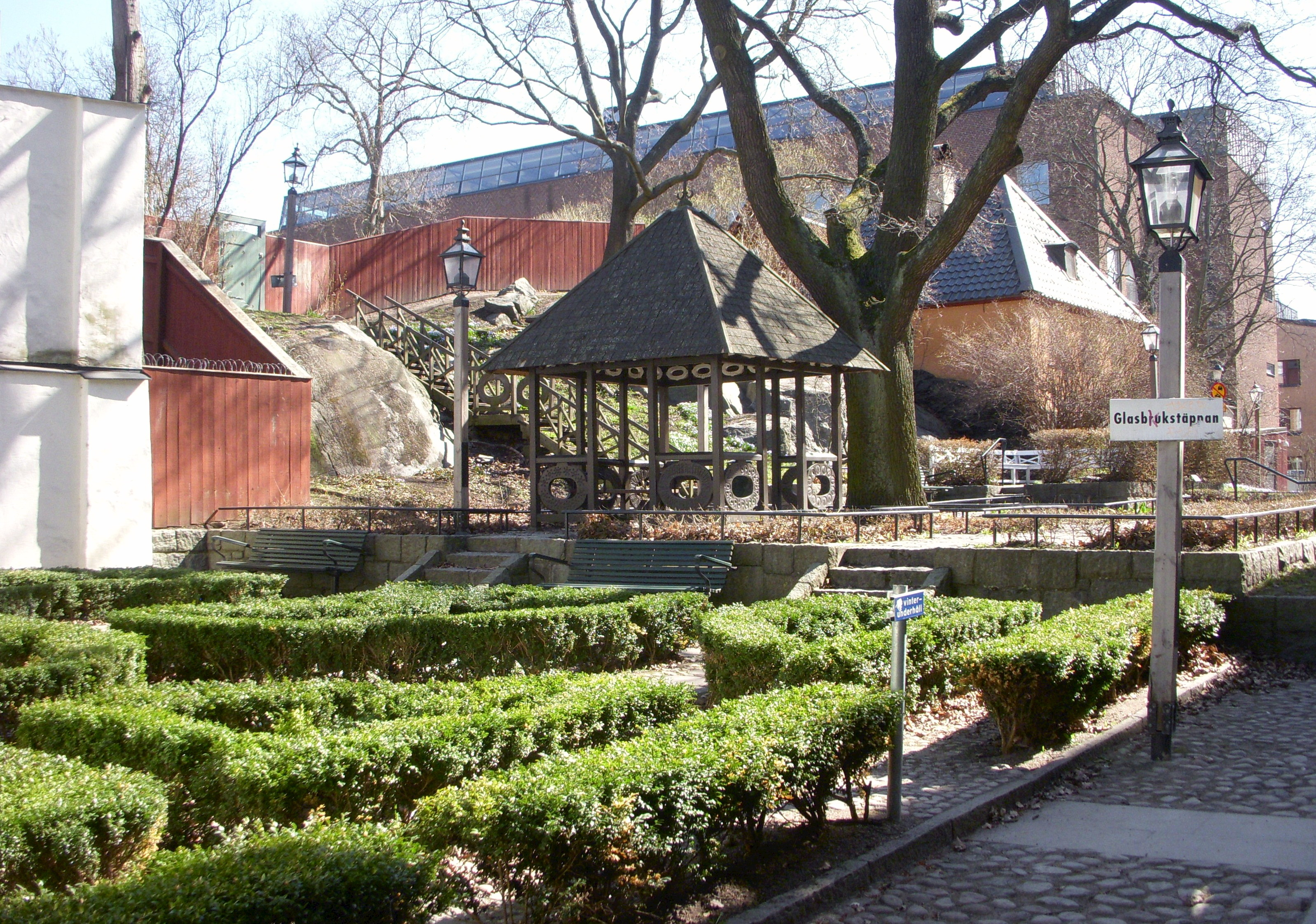
Glasbrukstäppan med paviljongen 2011.
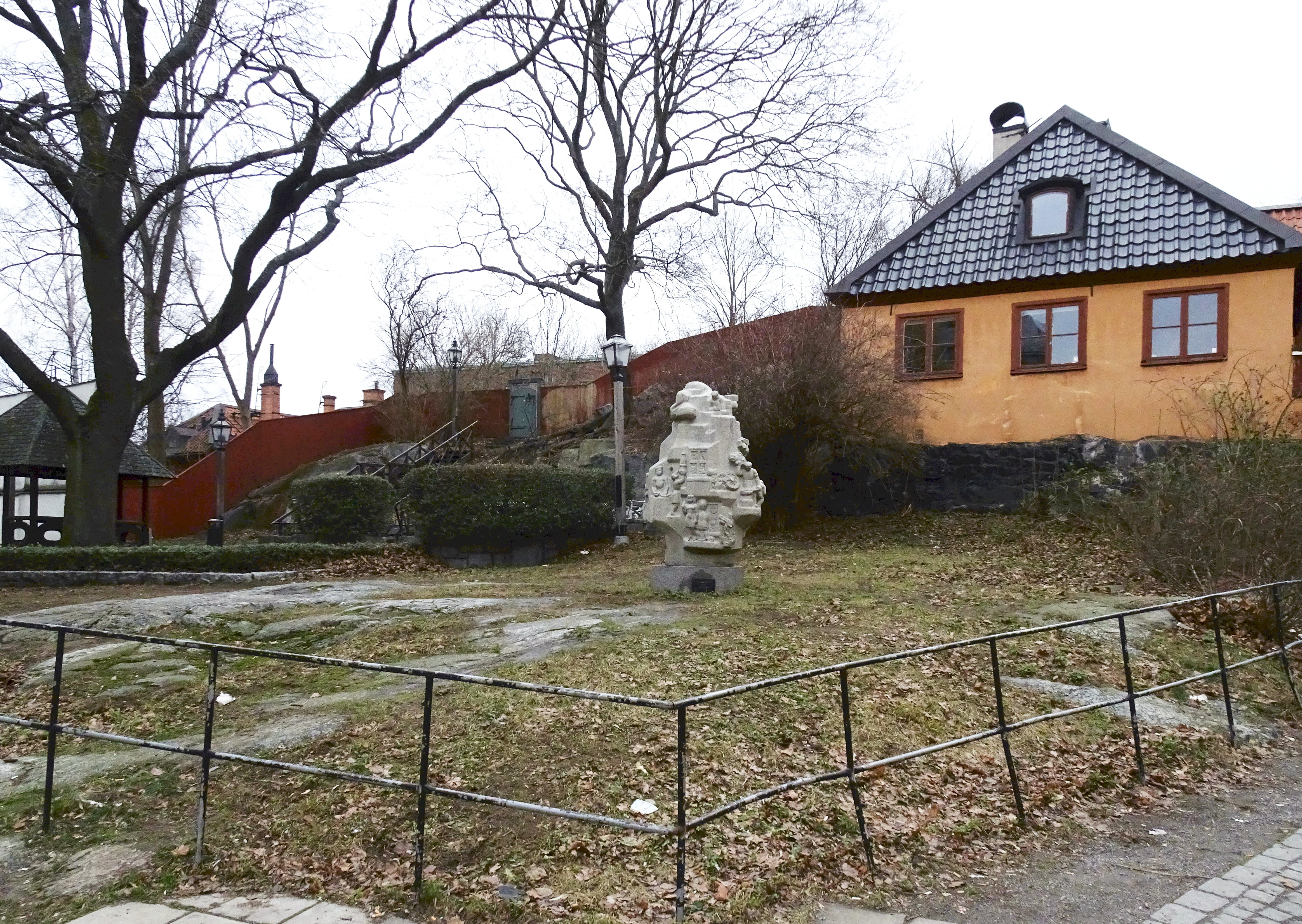
Glasbrukstäppan och Hantverksstenen.
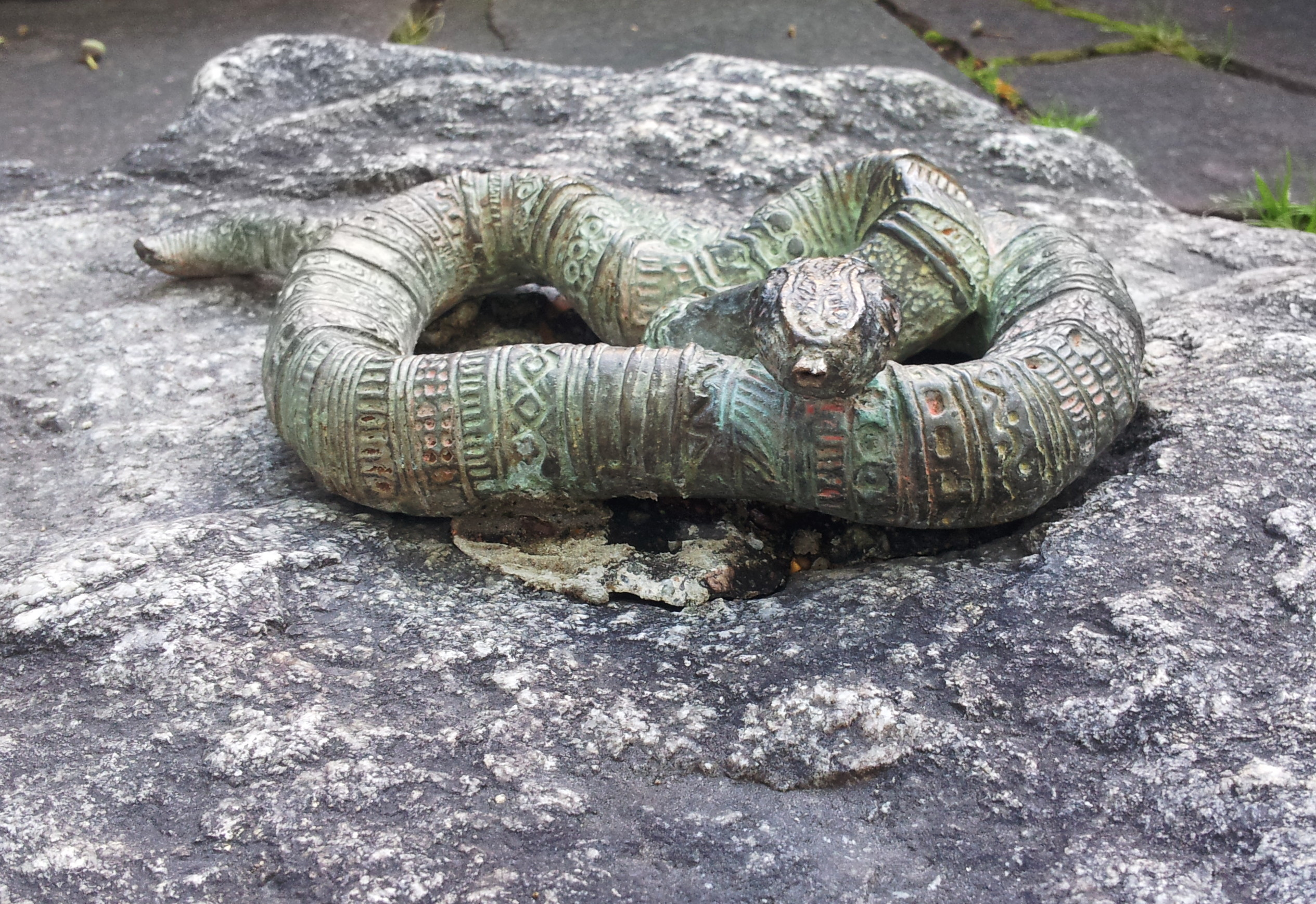
Midgårdsormen II av Mats Lodén.
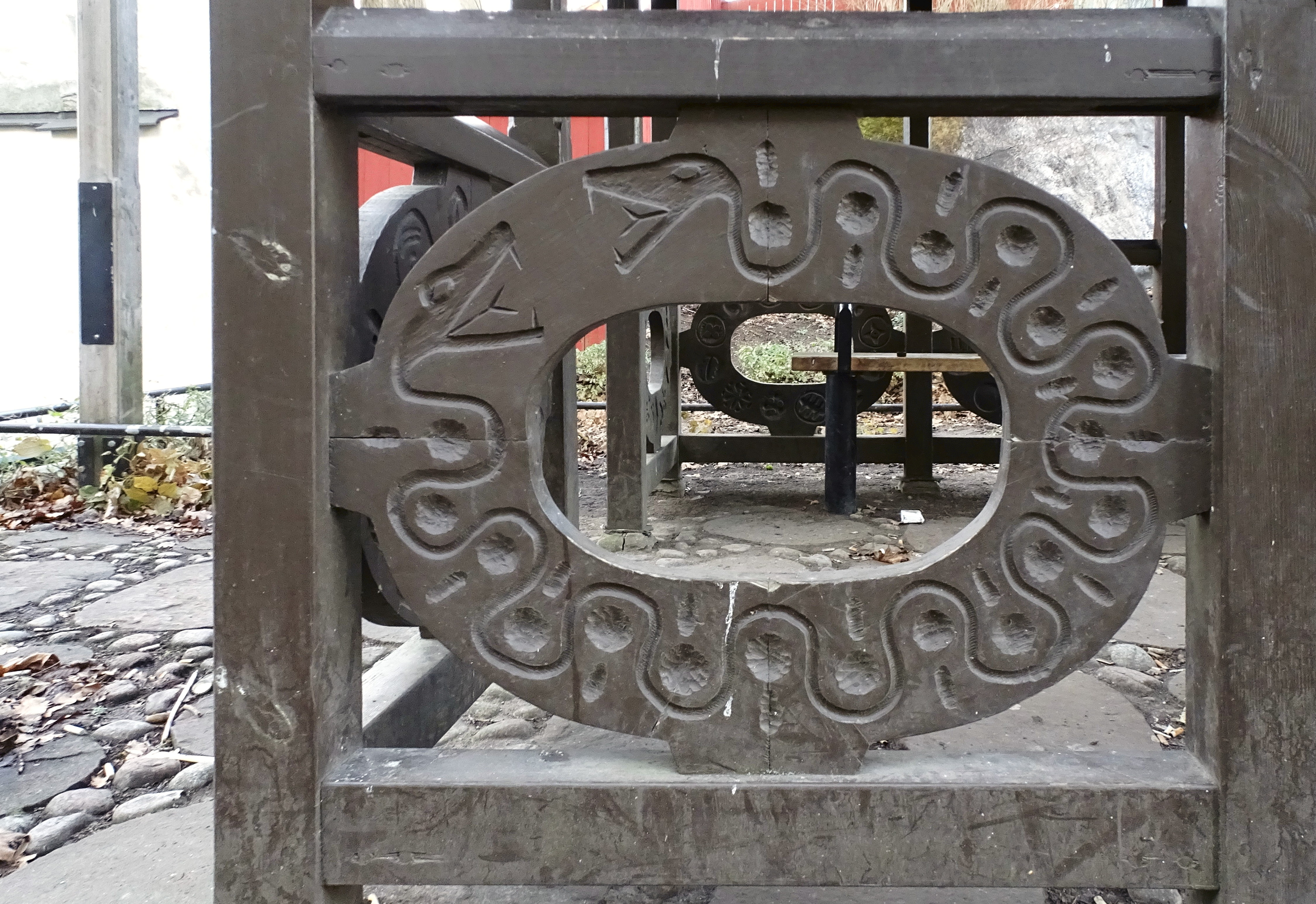
Motiv i paviljongens räcke.
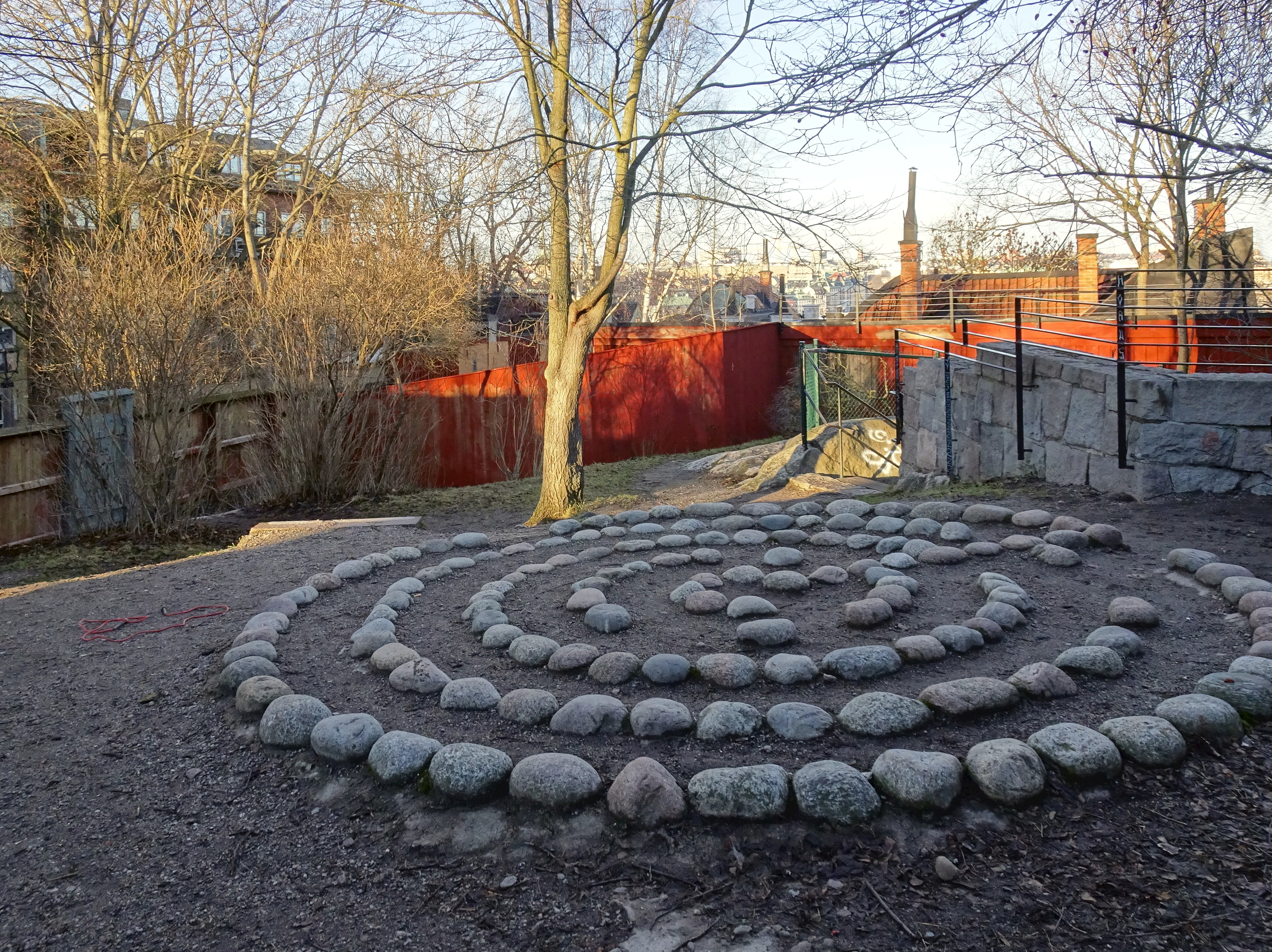
Stenlabyrint i parkens övre del.